# Пиовера
Пио̀вера (на италиански: Piovera; на пиемонтски: Piòvra, Пиовъра) е село в Северна Италия, община Алувиони Пиовера, провинция Алесандрия, регион Пиемонт. Разположено е на 86 m надморска височина.